# Parasinilabeo longicorpus
Parasinilabeo longicorpus är en fiskart som beskrevs av Zhang 2000. Parasinilabeo longicorpus ingår i släktet Parasinilabeo och familjen karpfiskar. Inga underarter finns listade i Catalogue of Life.